# ۷۴۸ ایر سرویسز
۷۴۸ ایر سرویسز (به انگلیسی: 748 Air Services) یک شرکت هواپیمایی است که در ۱۹۹۴ میلادی تأسیس شده‌است. دفتر مرکزی ۷۴۸ ایر سرویسز در نایروبی، کنیا واقع شده‌است و قطب این شرکت هواپیمایی در فرودگاه بین‌المللی جومو کنیاتا قرار دارد.